# Margit Stoppa
Margit Stoppa (* 22. November 1947 in Cottbus) ist eine deutsche Fußballfunktionärin und ehemalige Fußballspielerin.

## Karriere

### Spielerin
Stoppa beendete ihre Schullaufbahn 1967 mit Abitur in Forst (Lausitz) an der KJS, eine von vier Spezialschulen in der DDR die der Förderung von besonders begabten Schülern in verschiedenen Fächern diente und eine an 22 Orten mit Schwerpunkt Sport; Stoppa betätigte sich in der Leichtathletik.
Während ihres Studiums an der DHfK, der Sporthochschule in Leipzig und an der Universität Leipzig, spielte sie Handball und nach ihrem Studienabschluss Fußball, von 1974 bis 1982 für die BSG Motor Köpenick, mit der sie zweimal die Ost-Berliner Meisterschaft gewann und infolgedessen auch – ab 1979 – zweimal an der DDR-Bestenermittlung im Frauenfußball teilnahm; jedoch zweimal in der Vorrunde jeweils die Teilnahme an der Endrunde verpasste.

### Funktionärin
Im Jahr 1984 wurde Stoppa Mitglied der AG Frauenfußball und in der Kommission Freizeit- und Breitensport. Mit Gründung des Nordostdeutschen Fußballverbandes 1990, agierte Stoppa als Referentin für Frauenfußball, wurde 1991 für 17 Jahre (!) Spielleiterin der Frauen-Regionalliga und Vorsitzende des Ausschusses für Frauen- und Mädchenfußball (AFM) im NOFV und damit Präsidiumsmitglied. Für ihre ehrenamtliche Arbeit wurde sie 1995 mit der Silbernen und 2007 mit der Goldenen Ehrennadel ausgezeichnet.
Im Deutschen Fußball-Bund (DFB) wurde sie 1998 stellvertretende Vorsitzende im Ausschuss für Frauenfußball (AfFF) und war drei Jahre lang Spielleiterin der 2. Frauen-Bundesliga (Staffeln Nord und Süd), erhielt für ihre Leistungen 1997 die Verdienstnadel des DFB. Seit 2007 ist Stoppa Vorsitzende im AFM (ehemals AfFF) im DFB, Mitglied im Vorstand und Spielausschuss, Spielleiterin der FLYERALARM Frauen-Bundesliga, implementierte unter anderen auch die B-Juniorinnen-Bundesliga und leitete diese für drei Jahre. Des Weiteren agierte sie auch vier Jahre lang im Präsidialausschuss des DOSB. Als sie 2010 Mitglied der Kommission Frauen-Bundesligen wurde, ehrte der DFB Stoppa mit der Silbernen Ehrennadel. Heute leitet sie den DFB-Ausschuss für Frauen- und Mädchenfußball und die Frauen-Bundesliga.

## Erfolge
- Ost-Berliner Meister 1979, 1980
- Vorrunden-Zweiter Gruppe 4 Bestenermittlung 1979
- Vorrunden-Zweiter Gruppe 5 Bestenermittlung 1980